# Bataille du Grand-Celland
Chouannerie
Batailles
- Liffré
- 1re Argentré
- Expédition de Quiberon
- Plouharnel
- Quiberon
- Segré
- 1er Rocher de La Piochais
- La Ceriseraie
- La Cornuaille
- 1re La Croix-Avranchin
- La Vieuville
- Boucéel
- 1re Saint-James
- 2e Rocher de La Piochais
- 2e La Croix-Avranchin
- Auverné
- Andigné
- Croix-Couverte
- Tinchebray
- L'Auberge-neuve
- Locminé
- Saint-Hilaire-des-Landes
- Val de Préaux
- Le Grand-Celland
- 2e Argentré
- Noyant-la-Gravoyère
- La Hennerie
- Saint-Aubin-du-Cormier
- Le Mans
- Nantes
- Saint-Brieuc
- Le Lorey
- Mont-Guéhenno
- La Tour d'Elven
- 2e Saint-James
- Les Tombettes
- Pont du Loc'h

La bataille du Grand-Celland ou de la Forge-Coquelin se déroula le 1er juin 1796 lors de la Chouannerie.

## La bataille
Le 1er juin, une troupe de 800 Chouans, majoritairement de la légion de Saint-Jean-des-Bois, venant de Gathemo, Saint-Pois, Saint-Laurent-de-Cuves et Brécey, commandés par Martial Mandat (1770-1798) rencontre 1 000 soldats républicains près du Grand-Celland commandés par Appert.
Appert, commandant de la ville d'Avranches, tente d'attirer les Chouans vers les retranchements de la Forge-Coquelin qui domine les bois, espérant les y maintenir pour que les troupes du général Lebley, cantonnées à Avranches, Mortain et Saint-Hilaire-du-Harcouët, puissent les prendre à revers.
Les Républicains de Ducey engagent le combat les premiers. Ils capturent un chef chouan, de La Broise, qui est sauvé de justesse par les siens alors qu'ils s'apprêtaient à le fusiller. Les Républicains se replient alors vers le retranchement, espérant y attirer les Royalistes. Cependant Mandat se méfie, il divise ses forces en trois colonnes ; Moulin, pour celle de droite, Saint-Louis au centre et lui-même à gauche tandis qu'un réserve surveille les retranchements afin de surveiller les Républicains du retranchement.
Ces derniers tentent une sortie, mais la réserve des Chouans les contient. Les renforts républicains tentent de les secourir mais ils se heurtent sur la droite à la colonne de Moulin qui les repousse. Alors, sur l'ordre de Mandat, le commissaire des guerres Cauvin prend la tête des compagnies de Saint-Quentin-sur-le-Homme, Vassy et Viessoix, franchit les fossés et s'empare du retranchement. Les grenadiers républicains prennent la fuite de l'autre côté mais leur retraite est coupée par les Chouans de la compagnie du capitaine Les Sillons.
Croyant être attaqués, les Chouans ne tirent qu'une décharge avant de prendre la fuite, mais ils s'aperçoivent bientôt de leur erreur, se rallient et capturent quelques Républicains. Cependant un capitaine chouan, Poytevin, dont le frère vient d'être tué, arrive sur le lieu. Furieux, il abat un des prisonniers, ce qui provoque la fuite des autres.
Après huit heures de combat, les Républicains se replient sur Avranches. À court de munitions, les Chouans ne les poursuivent pas. Un rapport de l'administration municipale d'Avranches avoue une perte d'au moins 25 morts et 47 blessés, dont plusieurs grièvement, tous devaient mourir des suites de leurs blessures, si bien que la population d'Avranches accusa le médecin Dominel de les avoir empoisonnés. Ebrard, de l'administration d'Avranches évoque une perte de plus de 80 hommes pour les Républicains. Selon Michel Moulin, les Chouans ont 8 tués et 14 blessés, il estime à 300 hommes la perte des Républicains. Pour l'historien Robert Séguin, les Chouans accusent 35 morts et environ 60 blessés tandis que les pertes des Bleus sont de 200 morts ou blessés.